# Коммунар (Брянская область)
Коммунар — посёлок в Брасовском районе Брянской области, в составе Добриковского сельского поселения. 
 Расположен в 3 км к югу от села Добрик. Население — 55 человек (2010).

## История
Известен с XVIII века как хутор Теменский (Темянской); вероятно отождествление с ещё более древним селением Теменье, упоминаемым с начала XVII века. В 1975—2005 гг. входил в состав Краснинского сельсовета.
| Годы      | 1866 | 1926 | 1979 | 1989 | 2002 | 2010 |
| --------- | ---- | ---- | ---- | ---- | ---- | ---- |
| Население | 40   | 4    | 107  | 64   | 74   | 55   |